# سیرییل کلر
سیرییل کلیر (به انگلیسی: Cyrielle Clair) (زاده ۱ دسامبر ۱۹۵۵) بازیگر فرانسوی است.
از فیلم‌های معروف او می‌توان به بازی در فیلم حرفه‌ای، شمشیر شجاعت و مادام‌العمر اشاره کرد.